# Bedotiidae
Die Bedotiidae sind eine auf Madagaskar endemische Familie der Ährenfischartigen (Atheriniformes). Sie leben im Süßwasser kleinerer und mittlerer Flüsse und fallweise in stehenden Gewässern und Sümpfen. Die Familie umfasst die beiden Gattungen Bedotia und Rheocles mit insgesamt 14 beschriebenen Arten, dazu kommen noch einige unbeschriebene Arten, deren Artstatus jedoch bereits als valid bestätigt worden ist.
In ihrem natürlichen, beschatteten Habitat ernähren sich die Bedotiidae vielfach von terrestrischen Insekten, die ins Wasser fallen. Ein Abholzen der Wälder in den Feuchtgebieten hat daher rasch den Rückgang der Populationen zur Folge. Weitere Gefährdungen resultieren aus dem Einsetzen von nichtheimischen Fischarten. 

## Systematische Einordnung
Die Bedotiidae gehören in die unmittelbare Verwandtschaft der Melanotaeniidae, Pseudomugilidae und Telmatherinidae, die allerdings ausschließlich in Australien und Neuguinea bzw. auf Sulawesi vorkommen. Dass zwei Arten der Bedotiidae ebenso wie mehrere Vertreter der angeführten Familien auch im Brackwasser zu finden sind, hat zu der Annahme geführt, dass diese von einem gemeinsamen marinen Vorfahren abstammen könnten. Eine andere Theorie besagt allerdings, dass solche hypothetischen gemeinsamen Vorfahren ebenso Süßwasserfische gewesen sein könnten. Erst durch den Zerfall des Urkontinents Gondwana wurden die heutigen Familien geografisch so weit voneinander getrennt. Einige Teile des Superkontinents wie Madagaskar, Indien und Australien könnten dabei auch nach der Abtrennung Afrikas noch bis in die Kreidezeit zusammengeblieben sein.
Erste Bestrebungen, dieser nahen Verwandtschaft der madagassischen und der australischen Regenbogenfische Rechnung zu tragen, führten zu einer Eingliederung der Bedotiidae als Unterfamilie Bedotiinae in die Melanotaeniidae. Eine neuere Systematik schlägt allerdings die Gründung einer Unterordnung der Ährenfischartigen, die Melanotaenioidei (Regenbogenfischverwandte) genannt wird, vor. In dieser Gruppe werden die Bedotiidae, die Melanotaeniidae, die Pseudomugilidae (Blauaugen) und die Telmatherinidae (Sonnenstrahlenfische oder Sulawesi-Regenbogenfische) zusammengefasst.

## Gattungen und Arten
- Bedotia
  - Bedotia albomarginata Sparks & Rush, 2005
  - Bedotia alveyi Johnes, Smith & Sparks, 2010
  - Bedotia geayi Pellegrin, 1907
  - Bedotia leucopteron Loiselle & Rodriguez, 2007
  - Bedotia longianalis Pellegrin, 1914
  - Bedotia madagascariensis Regan, 1903
  - Bedotia marojejy Stiassny & Harrison, 2000
  - Bedotia masoala Sparks, 2001
  - Bedotia tricolor Pellegrin, 1932
- Rheocles
  - Rheocles alaotrensis
  - Rheocles derhami
  - Rheocles lateralis
  - Rheocles pellegrini
  - Rheocles sikorae
  - Rheocles vatosoa
  - Rheocles wrightae